# Калганов, Виктор Андреевич
Калганов (Колганов) Виктор Андреевич (18 апреля 1920 — 29 марта 1975, Севастополь) — разведчик в годы Великой Отечественной войны, морской офицер, капитан 1 ранга, один из основоположников прикладной гидробионики в СССР, специалист в области служебного использования дельфинов в военно-морском флоте, основатель династии дрессировщиков морских животных.

## Биография
Виктор Андреевич Калганов родился 18 апреля 1920 года в семье бывшего матроса Балтийского флота Андрея Калганова, работавшего в годы Гражданской войны в ВЧК. В 1937 году после окончания московской средней школы № 407 Виктор Калганов поступил на работу электромонтёром.

### Участие в Великой Отечественной войне
В первый же день войны Виктор Калганов прибыл в московский горком комсомола записываться в добровольцы на фронт, но ему было отказано из-за «брони» по его специальности. Осенью 1941 года, когда немцы подходили к Москве, Калганов был зачислен в группу подрывников, которые были должны взрывать мосты и другие сооружения, если возникнет опасность их захвата врагом. Под Малоярославцем его группа оказалась отрезанной наступающими немцами. В бою погибли почти все подрывники. Только четверым, в том числе и Калганову, удалось пробиться к своим. Возвратившись в Москву, Виктор узнал, что мать получила известие о его смерти. Всего за годы войны матери Калганова пришлось получить шесть похоронок на своего сына, но он остался жив.
С конца 1941 года по июнь 1942 года воевал под Одессой, в Крыму под Севастополем и на Северо-Кавказском фронте. В 1942 году Виктор Калганов был направлен на флотские курсы разведчиков, по окончании которых назначен командиром взвода разведки морской пехоты. В боях под Ленинградом лейтенант Калганов отпустил бороду и заявил, что не сбреет её до конца войны. С тех пор получил прозвище «Борода». В апреле 1942 года разведвзвод под командованием лейтенанта В. Калганова был направлен в район Туапсе. Взвод воевал в составе 143-го отдельного батальона морской пехоты 1331-го стрелкового полка.
27 июля 1943 года старший лейтенант Калганов при штурме ДЗОТа на высоте Долгая под Новороссийском, трижды личным примером поднимал бойцов в атаку, вел гранатный бой с противником. Осколками вражеской гранаты был ранен в шею и голову, но продолжал командовать личным составом, рассеяв до взвода противника. После боя был отправлен в госпиталь, один осколок из головы так и не смогли удалить, Калганов прожил с ним всю жизнь. За героизм в бою был представлен к награждению орденом Красного Знамени, но 5 августа 1943 года был награждён первым среди личного состава Черноморского флота орденом Александра Невского. Награду разведчику вручал в госпитале командующий армией.

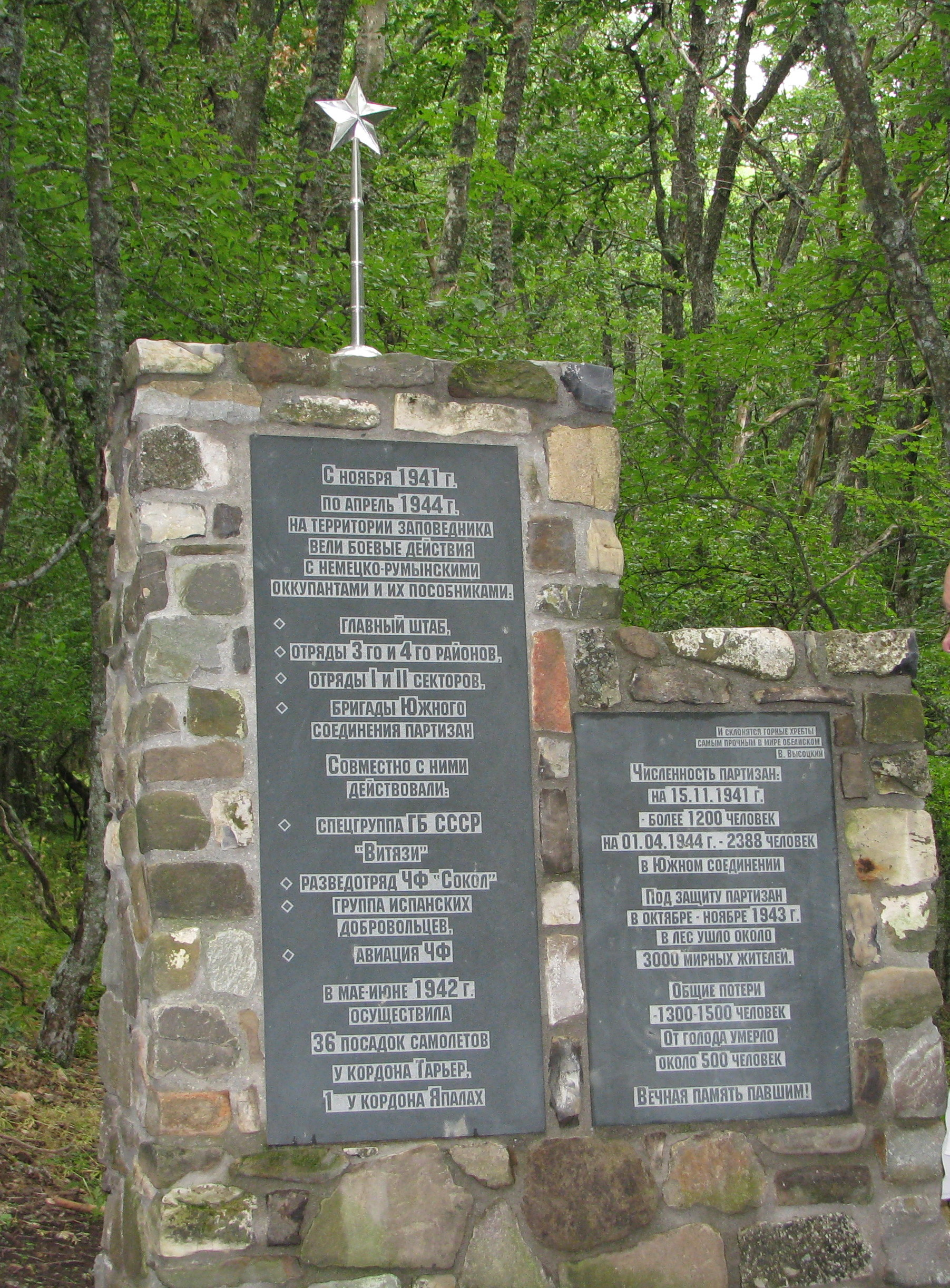
Стела у въезда в Крымский заповедник на перевале Кебит-Багаз. В числе других частей и соединений отмечены разведчики Черноморского флота

В феврале 1944 года Калганов вместе с группой разведчиков был сброшен с парашютом в глубокий тыл противника в район Ялты для наведения советской авиации на транспорты немцев, которые приходили в Крым. Группа вошла в состав действующего Разведывательного отряда Разведывательного отдела Штаба Черноморского флота, помощником командира которого был назначен Калганов.
В 1943-1944 годах Калганов принимал участие в освобождении Туапсе и Новороссийска, Ялты, Севастополя и Одессы. В сентябре 1944 года, выполняя обязанности командира разведотряда Разведывательного отдела Штаба Дунайской флотилии, успешно провёл шесть разведывательных операций с высадкой разведчиков во вражеский тыл, которые смогли определить около пятидесяти огневых точек противника. В боях за Белград прошёл со своим отрядом на полуглиссере во вражеском тылу свыше 40 км, выявил 25 огневых точек врага, захватил три языка, под миномётным огнём нашёл проход для бронекатеров. Первым из всех частей и соединений Дунайской флотилии вошёл в город Белград. В ноябре 1944 года Калганов В. А. был дважды награждён орденом Красного Знамени. В. А. Калганов принимал участие в освобождении Болгарии, Румынии, Югославии, Венгрии, Чехословакии и Австрии. В период подготовки операции по освобождению Будапешта отрядом разведчиков, которым командовал Калганов В. А., была добыта карта минных полей на Дунае, благодаря чему был предотвращён подрыв кораблей Дунайской флотилии. Весной 1945 года при освобождении Чехословакии В. А. Калганов был в очередной раз ранен, попал в госпиталь, где встретил День Победы и выполнил своё обещание — сбрил свою бороду.

### Служба в ВМФ
После окончания войны и выписки из госпиталя В. А. Калганов поступил в Высшее военно-морское инженерное училище имени Ф. Э. Дзержинского, которое окончил в 1950 году. Проходил службу в Центральном научно-исследовательском институте военного кораблестроения ВМФ.
В свободное время от службы время Калганов В. А. руководил секцией подводного спорта. Ежегодно секция выезжала на Южный берег Крыма, где проводились спуски аквалангистов, испытания снаряжения, подводные фото и киносъёмки. Был заслуженным мастером спорта по подводному плаванью. Увлечение Калганова подводным плаванием во многом послужило тому, что в 1965 году Главнокомандующий ВМФ Адмирал Флота Советского Союза С. Г. Горшков лично назначил капитана 2 ранга Виктора Андреевича Калганова первым начальником научно-исследовательского Океанариума ВМФ, который был создан в Казачьей бухте близ Севастополя. В 1966 году Калганову было присвоено звание капитан 1 ранга. В кратчайшие сроки под его руководством были возведены научные лаборатории, бассейны с подогревом воды, гидроканал, вертолётная площадка и другие сооружения для Центра, главным из которых стал океанариум для морских млекопитающих.
Одна из первых научно-исследовательских работ океанариума была посвящена изучению парадокса Грея: несоответствия энергетических возможностей дельфинов и их способности достигать больших скоростей. Одновременно с решением этой проблемы проводились исследования, связанные с содержанием морских животных в условиях океанариумов, морфологией, физиологией и особенностями высшей нервной деятельности дельфинов. Боевые дельфины дельфинария участвовали в испытаниях «дельфиниевого оружия», разработанного специалистами ЦНИИ точного машиностроения: от подводного пистолета до подводного пулемёта.
В 1973 году В. А. Калганов был уволен в запас.
Весной 1975 года Виктор Андреевич Калганов приехал на поезде в Киев на съёмки документального фильма «Голубые дали». Во время работы на студии простудился и попал в больницу. Врачам не удалось его спасти. Умер Виктор Андреевич Калганов 29 марта 1975 года в реанимационном отделении Октябрьской больницы Киева. Он не дожил до тридцатилетия со Дня Победы — праздника, которого Виктор Андреевич Калганов ждал с нетерпением, надеясь на встречу со своими боевыми товарищами в Севастополе.  Похоронен на  кладбище «Кальфа» в Севастополе. Через год  силами ВМФ В. А. Калганову был установлен высокий памятник из чёрного мрамора с надписью:
Инженер-капитан I-го ранга
КАЛГАНОВ
ВИКТОР АНДРЕЕВИЧ
18 IV 1920 — 29 III 1975
Легендарному разведчику
Великой Отечественной войны,
одному из основателей
нового направления в науке
Сын В. А. Калганова — Андрей и внуки — Катя и Виктор, также стали дрессировщиками морских животных.

## Награды
- Орден Александра Невского (5 августа 1943)[3]
- Орден Красного Знамени — дважды (11 ноября 1944, 29 ноября 1944)[4][5]
- Орден Красной Звезды[6]
- Медали СССР[6]
- Награды Болгарии, Румынии, Югославии, Венгрии и других государств[6].

## Память

Обложка книги Ю. Стрехнина «Про отряд Бороды»

- В 1962 году в издательстве «ДОСААФ» была издана книга Юрия Стрехнина «Отряд Бороды», переиздана в издательстве «Детская литература» в 1968 году под названием «Про отряд Бороды»[2], в 1989 году вошла во второй том избранных произведений Ю. Ф. Стрехнина под названием «Разведку ведет отряд Бороды». (Из невыдуманных историй)[15].
- В 1968 году об участии отряда разведчиков под командованием В. А. Калганова в Великой Отечественной войне киностудией им. А. Довженко был снят художественный фильм «Разведчики», роль Калганова (в фильме Курганов) сыграл заслуженный артист УССР И. В. Миколайчук, сам В. А. Калганов был консультантом этого фильма[16].
- В 1975 году в г. Никопол (Болгария) была открыта памятная плита с надписью «Советским воинам морякам-разведчикам, первым вступившим под командованием Виктора Калганова на болгарскую землю 7 сентября 1944 года»[6].
- В 1974 году около села Самовит (близ Плевны, Болгария) была открыта памятная плита с надписью: «Здесь 7 сентября 1944 года остановился первый советский корабль с группой разведчиков под командованием Виктора Калганова»[6].
- В городе Электростали Московской области в конце 60-х годов по инициативе пионеров была посажена аллея клёнов, в память о героях-разведчиках Дунайской флотилии. Под одним из клёнов была установлена табличка «Дерево посажено В. А. Калгановым»[2].